# سوق العلف (رداع)

تعديل مصدري - تعديل

حارة سوق العلف هي إحدى حارات مدينة رداع أحد مدن محافظة البيضاء، بلغ تعداد سكانها 853 نسمة حسب تعداد اليمن لعام 2004.